# Махмутов, Фавир Шарифуллинович
 Фавир Шарифуллинович Махмутов  (2 августа 1939 — 21 июля 1988) — машинист крана-трубоукладчика строительного управления № 5 треста «Востокнефтепроводстрой» Министерства строительства предприятий нефтяной и газовой промышленности СССР. Полный кавалер ордена Трудовой Славы (1985).

## Биография
Фавир Шарифуллинович Махмутов родился 2 августа 1939 года  в селе Балтаево Туймазинского района Башкирской АССР. По национальности башкир.
В 1960—1988 годах работал изолировщиком, машинистом крана-трубоукладчика строительного управления № 5 треста «Востокнефтепроводстрой».
Ф. Ш. Махмутов участвовал в строительстве магистральных трубопроводов Усть-Балык — Курган — Уфа — Альметьевск, Уренгой — Помары — Ужгород и др.
Умер 21 июля 1988 года на 50-м году жизни.

## Награды
За высокие достижения в труде, досрочное выполнение пятилетних планов, добросовестный и долголетний труд на одном предприятии Ф. Ш. Махмутов награждён орденом Трудовой Славы I (1985), II (1980), III (1975) степени.